# Балатоналмади
Балатоналмади (мађ. Balatonalmádi) град је у средишњој Мађарској. Балатоналмади је град у оквиру жупаније Веспрем.
Град је имао 9.036 становника према подацима из 2010. године.
Балатоналмади је важно туристичко одредиште на језеру Балатон.

## Географија
Град Балатоналмади се налази у средишњем делу Мађарске. Од престонице Будимпеште град је удаљен око 115 километара југозападно.
Балатоналмади се налази у средишњем делу Панонске низије, на крајње североисточном приобаљу Балатона. Дати предео је брежуљкаст, а у позадини града издиже се тзв. „острвска планина“ Паноније, Бакоњска гора. Надморска висина места је око 110 m.

## Галерија
- Црква у Балатоналмадију
- Споменик Ракоцију

## Партнерски градови
- Егенфелден